# Baderna
Baderna är en ort i Kroatien.   Den ligger i länet Istrien, i den västra delen av landet, 190 km väster om huvudstaden Zagreb. Baderna ligger 230 meter över havet och antalet invånare är 201.
Terrängen runt Baderna är huvudsakligen platt, men söderut är den kuperad. Runt Baderna är det ganska tätbefolkat, med 155 invånare per kvadratkilometer. Närmaste större samhälle är Rovinj, 17,1 km sydväst om Baderna. Omgivningarna runt Baderna är en mosaik av jordbruksmark och naturlig växtlighet.